# Stadsprijs Geraardsbergen 1952
De 21e editie van de Belgische wielerwedstrijd Stadsprijs Geraardsbergen werd verreden op 27 augustus 1952. De start en finish vonden plaats in Geraardsbergen. De winnaar was Léopold Degraeveleyn, gevolgd door Roger Gyselinck en Edgard Sorgeloos.

## Uitslag
| Stadsprijs Geraardsbergen 1952 |                      |                    |      |
| Plaats                         | Naam                 | Ploeg              | Tijd |
| Winnaar                        | Léopold Degraeveleyn | Mercier-Hutchinson |      |
| 2                              | Roger Gyselinck      | Groene Leeuw       |      |
| 3                              | Edgard Sorgeloos     | Vredestein         |      |

1912 · 1913 · 1914–1926 · 1927 · 1928–1932 · 1933 · 1934 · 1935 · 1936 · 1937 · 1938 · 1939 · 1940 · 1941 · 1942 · 1943 · 1944 · 1945 · 1946 · 1947 · 1948 · 1949 · 1950 · 1951 · 1952 · 1953 · 1954 · 1955 · 1956 · 1957 · 1958 · 1959 · 1960 · 1961 · 1962 · 1963 · 1964 · 1965 · 1966 · 1967 · 1968 · 1969 · 1970 · 1971 · 1972 · 1973 · 1974 · 1975 · 1976 · 1977 · 1978 · 1979 · 1980 · 1981 · 1982 · 1983 · 1984 · 1985 · 1986 · 1987 · 1988 · 1989 · 1990 · 1991 · 1992 · 1993 · 1994 · 1995 · 1996 · 1997 · 1998 · 1999 · 2000 · 2001 · 2002 · 2003 · 2004 · 2005 · 2006 · 2007 · 2008 · 2009 · 2010 · 2011 · 2012 · 2013 · 2014 · 2015 · 2016 · 2017 · 2018 · 2019 · 2020 · 2021 · 2022